# 激動の1750日
『激動の1750日』（げきどうの1750にち）は、1990年9月15日に公開された日本のヤクザ映画。監督：中島貞夫、主演：中井貴一。製作・配給：東映。
原作は志茂田景樹による山口組四代目跡目問題および山一抗争をモチーフにした小説『首領（ドン）を継ぐのは俺だ』だが、脚本は大幅に変更されている。巨大ヤクザ組織が後継組長争いに端を発して分裂し、大抗争事件となるさまがオールスターキャストで描かれる。

## ストーリー
日本最大の勢力を持つヤクザ組織・三代目神岡組は、組長・神田と、次期組長の最有力候補だった若頭・山地を相次いで病気で失う。組織は本部直参・時津（萩原健一）を推す派閥と、川勝組組長・川井（夏八木勲）を推す派閥に二分する。時津と川井はそれぞれ、ひろ子（岡田茉莉子）に「相手が四代目組長に就任すれば組を割る」と強硬に主張する。
兵庫県警が混乱に乗じて時津を脱税の罪で逮捕・拘置したため、時津の釈放まで後継問題は棚上げになる。その間、神田の妻・ひろ子を「三代目姐」、川井を「組長代行」とする暫定体制が組まれる。しかし、定例組長会の場で、ひろ子は時津を四代目組長に指名する。それを受け入れない川井派は新組織「八矢会」を発足させる。時津・川井いずれにも近く、中間派となった岩間組組長・岩間（中尾彬）は、神岡組・八矢会双方から突き上げられ、引退に追い込まれる。四代目襲名式ののち、時津は「暑中見舞い」の名目で事実上の絶縁状を八矢会に送付する。メンツをつぶされた八矢会幹部たちは激怒する。
大分・別府にある八矢会傘下組織の脇田組組員・次郎（加藤昌也）は、ある夜更け、市内の病院に入院中の四代目神岡組傘下・滝川組幹部の岩城らを暗殺する。別府から逃亡した次郎は、兵庫・尼崎の伊達組へ身を寄せるが、神岡組が結成した元岩間組組員らのヒットマンチームによる襲撃に巻き込まれ、怪我を負う。一方、八矢会も元自衛官の川勝組組員・松永（火野正平）らからなるチームを組織する。これをきっかけに、全国で双方がヒットマンや拷問者をけしかける大抗争が勃発する。
八矢会理事長補佐の塩崎（志賀勝）は、傘下の荒巻組幹部・力石（陣内孝則）に、ヒットマンに加わって時津を暗殺するよう命じる。時津はある夜、側近とともに帰宅したところを松永・力石らに襲われ、射殺される。松永は反撃を受けて死亡するが、力石は身を隠し、兵庫・淡路島の本堂組にかくまわれる。神岡組は急遽、舎弟頭の兵頭（品川隆二）を組長代行、二代目山辰組組長の若竹（中井貴一）を若頭とする新体制を発足させる。若竹と力石は、かつて兄弟のように育った仲だったが、組織の掟のために殺し合いをしなければならなくなる。新体制の神岡組は、報復のため川井の自宅を急襲するが、未遂に終わる。抗争のさなか、ひろ子が病死する。
やがて神岡組は力石の居場所を突き止め、傘下の南原組組長・南原（趙方豪）に本堂組襲撃を命じる。南原と、本堂組組長・本堂（石立鉄男）は婿と舅の間柄だった。南原は葛藤のすえ本堂に銃弾を浴びせ、徳島へ逃亡しようとしていた力石も果てる。この報復のため、八矢会は次郎を使って、山辰組がひろ子の法要を行っていた墓地を襲撃させるが、次郎は返り討ちに遭う。次郎の襲撃の際に若い直系の組員を失った若竹は、その組員の母親に葬儀を追い出されたことをきっかけに、抗争に嫌気が差し始めるが、立場上抗争を続行しなければならず、苦悩する。八矢会副理事長・荒巻（渡瀬恒彦）は、若竹に電話して若竹暗殺を予告し、猟銃で自殺する。
抗争は激化の一途をたどり、四代目襲名式に立ち会った関東仁王会総裁・仁王（丹波哲郎）が若竹らを呼びつけ、休戦を勧告する。若竹はそれに応じる。その後、若竹らは神田・ひろ子夫妻の墓前に出向き、抗争の終結を報告する。

## 登場人物
神岡組
- 神田一政 - 三代目神岡組組長。本作ではすでに死去している。モデルは田岡一雄。
- 神田ひろ子 - 三代目神岡組姐。モデルは田岡フミ子。
- 時津忠久 - 四代目神岡組組長。モデルは竹中正久。
- 関矢義光 - 四代目神岡組若頭。モデルは中山勝正。
- 島中昭 - 四代目神岡組若頭補佐・島中組組長。モデルは南力。

神岡組の傘下団体
- 山地辰一 - 三代目神岡組若頭・山辰組組長。病気のため急死する（本作は山地の葬儀の場面から始まる）。モデルは山本健一。
- 若竹正則 - 四代目神岡組若頭・二代目山辰組組長。モデルは渡辺芳則。
- 成瀬勇 - 四代目神岡組若頭補佐・成瀬組組長。モデルは宅見勝。
- 根岸力男 - 四代目神岡組筆頭若頭補佐兼本部長。モデルは岸本才三。
- 兵頭七郎 - 四代目神岡組舎弟頭→四代目神岡組組長代行。モデルは中西一男。
- 末次数馬 - 四代目神岡組若頭補佐・末次組組長。
- 南原幸一 - 四代目神岡組 淡路南原組組長。本堂高道の娘婿。
- 竜野誠 - 四代目神岡組直若・竜野組組長。元岩間組幹部。モデルは松山政雄。
- 赤木欣也、倉持、島田 - 竜野組組員で、元岩間組幹部。
- 本郷昇三 - 本郷組組長。
- 松川茂 - 松川組組長。
- 三杉鉄也 - 二代目山辰組若頭。モデルは桑田兼吉。
- 赤井昌平、海老原清、相良国夫、尾花武志 - 二代目山辰組組員。
- 伊藤春信 - 南原組若頭。
- 安井、富夫 - 南原組組員。
- 緒方 - 二代目時津組組長。モデルは竹中武。
- 岩城 - 別府滝川組幹部。

神岡組組員の関係者
- 若竹美佐子 - 若竹正則の妻。
- 南原由子 - 南原幸一の妻で、本堂高道の娘。
- 南原良樹 - 南原幸一の息子。
- 赤井昌平の母

八矢会
- 川井勝司 - 三代目神岡組組長代行・川勝組組長→八矢会会長。モデルは山本広。
- 荒巻重信 - 三代目神岡組若頭補佐→八矢会副会長兼理事長・荒巻組組長。モデルは加茂田重政。
- 岩間直秀 - 三代目神岡組本部長・岩間組組長。八矢会副会長就任予定だったが、引退する。モデルは小田秀臣。

八矢会の傘下団体
- 本堂高道 - 八矢会 淡路本堂組組長。南原幸一の義父。
- 伊達順治 - 八矢会副幹事長・伊達組組長。モデルは伊原金一。
- 国分隆 - 八矢会 国分組組長。
- 久保田吉春 - 八矢会 久保田組組長。
- 山根民夫 - 八矢会 山根組組長。
- 北上一徳 - 八矢会 北上組組長。モデルは北山悟。
- 塩崎昇 - 八矢会理事長補佐・川勝組若頭。モデルは東健二。
- 信田健三 - 川勝組幹部。モデルは後藤栄治。
- 加納、柿沼 - 川勝組組員。
- 立浪岩根 - 荒巻組若頭。モデルは飯田時雄。
- 力石竜二 - 荒巻組幹部。ヒットマン。モデルは石川裕雄。
- 岡、小森 - 荒巻組幹部。
- 真田繁明 - 荒巻組組員。
- 矢部 - 本堂組幹部。
- 黒崎修 - 別府脇田組組長。
- 沖本 - 別府脇田組幹部。
- 高市次郎 - 別府脇田組組員。ヒットマン。
- 松永良介、福元、西垣 - 八矢会のヒットマン。
- 藤村 - 八矢会傘下団体の組員。
- 駒崎 - 伊達組若頭。
- 伊達組組員A、B

八矢会組員の関係者
- 千春 - 力石竜二の恋人。
- ナツミ - 高市次郎の恋人。
- 本堂晴子 - 本堂高道の妻で、南原幸一の義母。
- 松永久美 - 松永良介の妻。

関東仁王会
- 仁王顕正 - 関東仁王会総裁。モデルは稲川聖城。

兵庫県警
- 浅利 - 兵庫県警本部長。
- 田村 - 兵庫県警課長。
- 刑事A

その他の人物
- 記者A、B、C
- 病院の医師
- 襲名式の媒酌人

## 出演
- 若竹正則：中井貴一
- 成瀬勇：中条きよし
- 高市次郎：加藤昌也
- 若竹美佐子：有森也実
- 岩間直秀：中尾彬
- 兵頭七郎：品川隆二
- 竜野誠：清水健太郎
- 伊達順治：本田博太郎
- 根岸力男：三上真一郎

- 立浪岩根：荒木しげる
- 関矢義光：本郷直樹
- 塩崎昇：志賀勝
- 南原幸一：趙方豪
- 島中昭：南条弘二
- 浅利本部長：誠直也
- 末次数馬：成瀬正孝
- 久保田吉春：市川好郎
- 赤木欣也：青木卓司
- 北上一徳：小林昭男
- 福元：きくち英一
- 国分隆：河合絃司
- 信田健三：野口貴史

◇
- 時津忠久：萩原健一（特別出演）

◇
- 松永久美：小野さやか
- 千春：林美里
- 南原由子：柴田知
- ナツミ：高樹陽子
- 本堂晴子：真鍋美保
- 赤井昌平の母：中島葵

- 海老原清：砂川真吾
- 伊藤春信：関根大学
- 黒崎修：大村浩之
- 岡：西村泰治
- 本田勝二
- 小峰裕一
- 刑事A：ミッキー・大場
- 松川茂：西条優
- 倉持：田中博行
- 真田繁明：吉野泰右
- 緒方：大前兼司郎
- 赤井昌平：湯原貴氏
- 本郷昇三：賀嶋哲也
- 安井：藤井裕士
- 諸鍛冶裕太
- 田村課長：大木晤郎
- 西垣：栗原敏

- 山根民夫：林彰太郎
- 媒酌人：川浪公次郎
- 沖本：笹木俊志
- 小森：池田謙治
- 藤村：藤沢徹夫
- 矢部：矢部義章
- 三杉鉄也：木下通博
- 伊達組組員B：奔田陵
- 島田：石井洋充
- 記者B：稲泉智万
- 尾花武志：加藤重樹
- 加納：河本忠夫
- 富夫：山田永二
- 柿沼：滝野貴之
- 浜田隆広
- 南原良樹：谷口公洋（子役）
- 記者C：床尾賢一
- 西村陽一
- 記者A：峰蘭太郎
- 駒崎：細川純一
- 医師：疋田泰盛
- 岩城：司裕介
- クレジットなし[要出典]
  - 神田一政：宮城幸生 ※写真素材のみ
  - 山地辰一：木谷邦臣 ※写真素材のみ
  - 襲名式の取持人：福本清三
  - 相良国夫：五藤信吾
  - 伊達組組員A：山田英二

◇
- 仁王顕正：丹波哲郎
- 本堂高道：石立鉄男
- 松永良介：火野正平
- 川井勝司：夏八木勲
- 神田ひろ子：岡田茉莉子
- 力石竜二：陣内孝則
- 荒巻重信：渡瀬恒彦

ナレーター
- 田口計

## スタッフ
- 監督：中島貞夫
- 製作：俊藤浩滋、高岩淡
- 企画：佐藤雅夫
- プロデューサー：厨子稔雄、豊島泉
- 原作：志茂田景樹『首領を継ぐのは俺だ』（徳間文庫版）、斯波道男
- 脚本：村尾昭、大津一瑯、中島貞夫
- 撮影：佐々木原保志（J.S.C.）
- 美術：佐野義和
- 照明：安藤清人
- 編集：玉木濬夫
- 録音：伊藤宏一
- 整音：荒川輝彦
- 記録：森村幸子
- 助監督（チーフ）：藤原敏之

- 装置：梶谷信男
- 装飾：窪田治
- 背景：西村三郎
- 衣裳：宮川信男
- 美粧：長友初生
- 結髪：山田真佐子
- 音楽：小六禮次郎
- 音楽プロデューサー：高桑忠男
- 助監督：林稔充、中川裕介
- 音響効果：永田稔
- 擬斗：上野隆三
- 衣裳コーディネーター：金丸照美、吉田さなえ
- 刺青：毛利清二
- 方言指導：ミッキー・大場、古谷洋之、小川あたる、首藤真沙保、太田和余、田原美紀
- カースタント：高橋レーシング・チーム
- 火薬効果：BRONCO
- スチール：中山健司
- キャスティング：葛原隆康
- 進行主任：野口忠志

- 別班監督：圡橋亨
- ロケ地協力：阪九フェリー、KBSびわ湖教育センター、ホテルレークビワ、（株）マルハンコーポレーション、甲子園高速フェリー株式会社
- 企画協力：藤映像コーポレーション